# I bitwa pod Lexington
I bitwa pod Lexington albo Oblężenie Lexington w dniach 13-20 września 1861 roku to starcie w ramach amerykańskiej wojny secesyjnej pomiędzy armią Unii i prokonfederacką Gwardią Stanową Missouri. Bitwa miała miejsce w Lexington, siedzibie władz hrabstwa Lafayette. Zwycięstwo Gwardii Stanowej w tej bitwie przyczyniło się do wzrostu sympatii dla Południa i doprowadziło do łatwego opanowania doliny rzeki Missouri przez Konfederatów.

## Wprowadzenie
Przed wybuchem wojny secesyjnej Lexington było rolniczą miejscowością liczącą nieco ponad 4000 mieszkańców i siedzibą hrabstwa Lafayette, co zapewniało jej dość ważną lokalnie pozycję nad Missouri w środkowo-zachodniej części stanu. Mieszkańcy uprawiali konopie (używane do produkcji lin), tytoń, wydobywali węgiel i hodowali bydło, czym zapewniali miastu dobrobyt, podobnie jak transportem rzecznym. Wielu mieszkańców było właścicielami niewolników, którzy stanowili 31,7% społeczności hrabstwa Lafayette. Z tego też powodu od samego początku wojny większość białych otwarcie opowiadała się za Konfederacją.
John C. Frémont, przełożony Federalnego Departamentu Zachodniego, chciał przejąć kontrolę nad rzeką, a jednocześnie utemperować sympatyków Południa. By to osiągnąć w lipcu 1861 roku umieścił w Lexington garnizon pod dowództwem pułkownika Charlesa Stifela stojącego na czele 5. pułku rezerwowego US Army złożonego głównie z emigrantów z Niemiec z St. Louis. Stifel i jego oddział zostali wkrótce zastąpieni przez pięć kompanii Gwardii Domowej Hrabstwa pod wodzą kapitana (lub „majora”) Fredericka W. Beckera. Oddział ten wkrótce uzyskał wsparcie w postaci 14. pułku Gwardii pod dowództwem podpułkownika Roberta White’a, który przejął dowodzenie. White’a z kolei zastąpił pułkownik Thomas A. Marshall, który przybył na czele 1. pułku kawalerii z Illinois.
Po zwycięstwie nad Wilson’s Creek w dniu 10 sierpnia, pro-konfederacka Gwardia Stanowa Missouri, zgrupowana na północy i w centrum stanu, ruszyła na Lexington pod dowództwem generała-majora Sterlinga Price’a.
10 września 1861 płk James A. Mulligan przybył, by objąć komendę na czele 23. Ochotniczego Pułku Illinois. Następnego dnia dołączyły (zmuszone do opuszczenia Warrensburga wobec zbliżania się sił Price’a) 13. pułk piechoty z Missouri, batalion rezerwowy Van Horn’a i 27. pułk dragonów z Missouri. Mulligan dysponował więc obecnie 3500 ludźmi i natychmiast przystąpił do budowy umocnień polowych wokół zabudowań miejscowej Szkoły Masońskiej. Żołnierze ścinali drzewa dla budowy stanowisk strzeleckich i kopali szańce wokół budynków internatu i szkoły.  Przełożeni Mulligana zapewnili mu dalsze uzupełnienia pod dowództwem Samuela Sturgisa, z którymi Mulligan miał nadzieję dobrze obsadzić i utrzymać pozycje, ale oddział ten wpadł w zasadzkę Konfederatów (zaalarmowanych drogą telegraficzną) i zmuszony został do wycofania.

## Pierwsze starcie
Price i jego armia przybyli pod Lexington 11 września. Jednakże nie uderzyli od razu, co pozwoliło Unionistom na dokończenie prac fortyfikacyjnych, które teraz nie były wcale łatwe do zdobycia.
13 września sześć kompanii 13. pułku piechoty z Missouri, wspieranych przez dwie kompanie  1. pułku kawalerii z Illinois biło się z czołowymi oddziałami Price’a wśród nagrobków Cmentarza Machpelaha na południe od miasta, w nadziei, że Mulligan zakończy w tym czasie prace fortyfikacyjne. Price chciał pokonać Unionistów jednym gwałtownym uderzeniem, ale ich uporczywa obrona w rejonie cmentarza spowodowała, że Konfederatom zaczęło brakować amunicji. To, wraz z rodzajem umocnień wzniesionych przez Unionistów, kazało powątpiewać w możliwe zdobycie miasta jednym uderzeniem. Price zdecydował więc „zmiękczyć” obronę ostrzałem artyleryjskim.
Wobec tego, że siły Unii zostały oblężone w Lexington, Price mógł spokojnie czekać na transport amunicji, zaopatrzenia oraz uzupełnień. „Nie ma sensu dać pozabijać chłopców tutaj” – powiedział – „cierpliwością osiągniemy to czego chcemy”, rozkazując swej piechocie cofnąć się na tereny podmiejskie.
18 września Price podjął próbę kolejnego uderzenia. Gwardia stanowa posuwała się naprzód pod silnym ogniem artylerii Unionistów, spychając obrońców w głąb obwarowań. Działa Price’a odpowiedziały na ogień Mulligana trwającym 9 godzin bombardowaniem, przy czym kule armatnie rozgrzewano przed strzałem do czerwoności, licząc na wzniecenie pożarów w budynku szkoły i innych zabudowaniach pozycji obronnej Unionistów. Mulligan posłał na strych głównego budynku szkoły młodego człowieka, który usuwał każdy pocisk, zanim mógł on doprowadzić do podpalenia budynku.

## Dom Andersona
Dom Andersona, kiedyś nazwany w prasie lokalnej „...największym i najlepiej zbudowanym budynkiem mieszkalnym na zachód od St. Louis”. był trzykondygnacyjnym budynkiem, wzniesionym w stylu neoklasycystycznym przez Olivera Andersona, bogatego przedsiębiorcy z Lexington. W lipcu roku 1861 rodzina Andersonów została zmuszona do opuszczenia domu leżącego w ciągu umocnień Mulligana, a Unioniści zamienili go na szpital, który na początku bitwy okupowało ponad stu rannych i chorych żołnierzy. Opiekę medyczną zapewniał im chirurg dr Cooley, podczas gdy o. Butler, kapelan 23. pułku z Illinois, otaczał ich opieką duchową.
Ze względu na strategiczne znaczenie budowli gen. Thomas Harris ze sztabu Price’a wydał 18 września podległej mu 2. Dywizji Gwardii Stanowej Missouri rozkaz zdobycia jej. Zdumiony tym pogwałceniem, jego zdaniem, praw wojennych płk Mulligan kazał budynek odbić. Kompania B, 23. pułku z Illinois, kompania B, 13. pułku z Missouri i ochotnicy z 1. pułku kawalerii z Illinois uderzyli i odebrali dom, ponosząc przy tym dość duże straty.
Najbardziej kontrowersyjny epizod tej bitwy miał miejsce właśnie podczas kontruderzenia Unionistów, kiedy to rozstrzelali oni trzech gwardzistów stanowych u podstawy głównej klatki schodowej w hallu. Południowcy twierdzili, że ludzie ci poddali się i powinni być traktowani jak jeńcy. Unioniści, których rozwścieczyły straty podczas szturmu, uznali gwardzistów za łamiących – atakiem na szpital – prawa wojenne. Wojska Harrisa ponownie zajęły szpital jeszcze tego samego dnia i już nie pozwoliły się zeń wypchnąć.
Dom Andersona został poważnie uszkodzony podczas ostrzału z dział i broni strzeleckiej; ślady po dziurach w murach są do dziś widoczne na zewnątrz i wewnątrz budynku, który obecnie jest muzeum tej bitwy.

## Przygotowania do ostatecznego szturmu
W dniu 19 września Południowcy przegrupowali swe siły i – trzymając Unionistów pod ciężkim ostrzałem artylerii – podjęli przygotowania do końcowego szturmu. Tymczasem obrońców dręczył brak wody pitnej; studnie w obrębie umocnień wyschły, a podejścia do pobliskiego strumienia były pod ogniem strzelców wyborowych Konfederatów, strzelających do każdego, kto tylko próbował się do wody zbliżyć. Chwytając się ostatniego sposobu, Mulligan posłał po wodę kobietę. Południowcy wstrzymali ogień, a nawet pozwolili jej zanieść kilka pełnych manierek otoczonym Unionistom. Ten drobny gest nie mógł, oczywiście, pomóc w rozwiązaniu problemu cierpiącego z pragnienia garnizonu, co przyczyniło się do bliskiej już klęski.
Gen. Price założył swą kwaterę w budynku banku położonego naprzeciwko budynku Sądu Hrabstwa Lafayette County. Podczas końcowych walk Price dowodził z pomieszczenia na pierwszym piętrze. Na drugi dzień po ustanowieniu kwatery dowództwa w banku kula armatnia, wystrzelona prawdopodobnie z armaty gwardzistów, uderzyła w jedną z kolumn na froncie budynku sądu, niecałe sto metrów od kwatery Price’a. Pocisk ten tkwi w kolumnie do chwili obecnej i stanowi atrakcję turystyczną.
Wieczorem 19 września żołnierze 2. Dywizji gen. Harrisa rozpoczęli konstruowanie ruchomych przedpiersi z bel konopi przemysłowych zabranych z podmiejskiej stodoły. Bele te były przez noc moczone w rzece, by rozżarzone pociski z armat Unionistów nie mogły ich zapalić. Według planu Harrisa następnego dnia żołnierze mieli toczyć owe bele przed sobą w górę stoku, co miało dać im skuteczną osłonę przed ostrzałem Unionistów zajmujących pozycje na szczycie wzniesienia w pobliżu domu Andersona i pozwolić na podejście tak blisko, by można było dokonać ostatecznego uderzenia. Do pokonania toczący bele konopi żołnierze mieli około 200 metrów stromego wzniesienia. W wielu miejscach – po dotoczeniu na wyznaczoną wysokość – stawiano bele jedne na drugich, co miało dać dodatkowe zabezpieczenie tuż przed atakiem.

## Bele konopi w akcji
Wcześnie rano 20 września ludzie Harrisa ruszyli w górę stoku, tocząc przed sobą swe ruchome przedpiersia. Gwardziści z innych jednostek wspomagali ich, prowadząc zaciekły ogień w kierunku pozycji Unionistów na szczycie. Armaty tych ostatnich zaczęły strzelać rozgrzanymi do czerwoności kulami, ale bele – dobrze nasiąknięte wodą rzeki Missouri – były całkowicie odporne. Wczesnym popołudniem ruchome fortyfikacje dotarły na odległość wystarczającą do przypuszczenia frontalnego ataku, a przewaga liczebna konfederatów nie budziła wątpliwości co do jego rezultatu. W tej sytuacji Mulligan poprosił o przedstawienie mu warunków kapitulacji, a o godz. 14 jego ludzie zaczęli składać broń.
Wiele lat później, w swej książce The Rise and Fall of the Confederate Government, były prezydent Konfederacji Jefferson Davis napisał, że „pomysł z belami konopi był genialny, na miarę decyzji saracena Tarika, która uczyniła go nieśmiertelnym, umieszczając w nazwie północnego Słupa Heraklesa”.

## Straty i skutki
Straty były stosunkowo niewielkie, ponieważ wojska obu stron prowadziły działania zza osłon (czy to naturalnych, czy też sztucznych). Price stracił zaledwie 25 zabitych i 72 rannych, zaś Unioniści 39 zabitych i 120 rannych. Te stosunkowo niewielkie straty były wynikiem znakomitych prac fortyfikacyjnych Mulligana i pomysłu Harrisa odnośnie do wykorzystania bel konopianych; jednakże cały garnizon wojsk Unii został wzięty do niewoli.
Kapitulujący żołnierze Unii zostali zmuszeni do wysłuchania przemowy pro-konfederackiego gubernatora Missouri Claiborne’a F. Jacksona, który zakazał im wstępu na teren stanu bez zaproszenia i wszczynania wojny przeciwko obywatelom Missouri. Następnie Unioniści zostali zwolnieni na słowo przez gen. Price’a, z wyjątkiem płk. Mulligana, który odmówił dania słowa, że nie podejmie walki w przyszłości. Price jednak był tak zbudowany postawą dowódcy Unionistów, zarówno podczas bitwy, jak i po jej zakończeniu, że oddał mu do dyspozycji konia i dwukółkę oraz eskortę aż do linii Unionistów na północy. Mulligan zginął później w drugiej bitwie pod Kernstown w pobliżu Winchester (Wirginia) 24 lipca 1864 roku.
Wśród ofiar I bitwy pod Lexington był ppłk Benjamin W. Grover, dowódca 27. pułku Dragonów z Missouri, który został trafiony kulą karabinową w udo. Zmarł na skutek zakażenia 31 października 1861 roku.